# Golful Lingayen

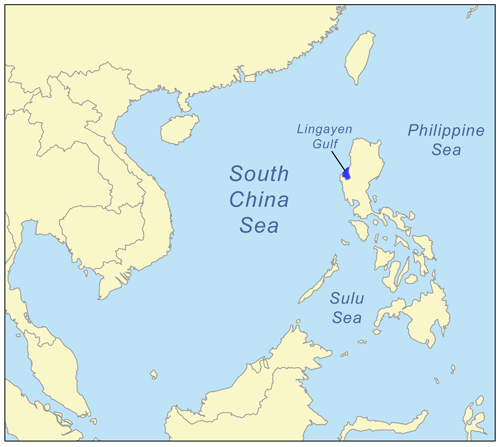
Localizarea Golfului Lingayen

Golful Lingayen este o extindere a Mǎrii Chinei de Sud în adîncul insulei Luzon, din Filipine pe o lungime de 56 km. Acesta este mǎrginit de provinciile Pangasinan și La Union, este atașat între Munții Zambales și Cordillera Centralǎ din Luzon. Râul Agno (206 km) se varsǎ în Golful Lingayen. Golful a fost arena unor crâncene lupte dintre Imperiul Japonez și Statele Unite.